# 정경진 (1959년)
정경진(鄭京鎭, 1959년 4월, 경상남도 남해군 ~ 2019년 12월 5일, 경기도 고양시 일산국립암센터)은 대한민국의 전직 공무원이다.

## 학력
- 부산상업고등학교 졸업
- ~ 1982.02 동아대학교 경영학 학사 졸업

### 비학위 수료
- ~ 2006 동아대학교 대학원 행정학 박사 수료

## 경력
- 1982 제26회 행정고시 합격
- 경남도청 사무관
- 국무총리실
- 1996.02 ~ 1997.01 부산광역시청 비상대책담당관 직무대행
- 1997.01 ~ 1999.08 부산광역시청 지역경제국 통상진흥과장
- 1999.08 ~ 2001.01 부산광역시청 총무과장
- 2001.01 ~ 2003.01 부산광역시청 예산담당관
- 2003.01 ~ 2004.01 부산광역시청 재정관
- 2004.01 ~ 2004.05 부산광역시청 공보관
- 2004.05 ~ 2006.08 청와대 대통령비서설 행정관
- 2005.05 ~ 2006.02 행정자치부 공직윤리팀장
- 2006.02 ~ 2006.08 행정자치부 재정정책팀장
- 2009.01 ~ 2010.12 부산광역시청 해양농수산국장
- 2010.12 ~ 2011.11 부산광역시청 경제산업본부 본부장
- 2011.11 ~ 2014.08 부산광역시청 정책기획실 실장
- 2014.08 ~ 2016.12 부산광역시 행정부시장
- 2017.02.25 더불어민주당 입당
- 2017.02.25 더불어민주당 부산광역시 선거대책위원회 공동선거대책위원장
- 동아대학교 행정학과 계약교수
- 2018 더불어민주당 부산광역시장 예비후보

## 참고 자료
- 정경진 - 페이스북